# RAPSN
RAPSN (англ. Receptor associated protein of the synapse) – білок, який кодується однойменним геном, розташованим у людей на короткому плечі 11-ї хромосоми. Довжина поліпептидного ланцюга білка становить 412 амінокислот, а молекулярна маса — 46 328.
| 10         |  | 20         |  | 30         |  | 40         |  | 50         |
| ---------- |  | ---------- |  | ---------- |  | ---------- |  | ---------- |
| MGQDQTKQQI |  | EKGLQLYQSN |  | QTEKALQVWT |  | KVLEKSSDLM |  | GRFRVLGCLV |
| TAHSEMGRYK |  | EMLKFAVVQI |  | DTARELEDAD |  | FLLESYLNLA |  | RSNEKLCEFH |
| KTISYCKTCL |  | GLPGTRAGAQ |  | LGGQVSLSMG |  | NAFLGLSVFQ |  | KALESFEKAL |
| RYAHNNDDAM |  | LECRVCCSLG |  | SFYAQVKDYE |  | KALFFPCKAA |  | ELVNNYGKGW |
| SLKYRAMSQY |  | HMAVAYRLLG |  | RLGSAMECCE |  | ESMKIALQHG |  | DRPLQALCLL |
| CFADIHRSRG |  | DLETAFPRYD |  | SAMSIMTEIG |  | NRLGQVQALL |  | GVAKCWVARK |
| ALDKALDAIE |  | RAQDLAEEVG |  | NKLSQLKLHC |  | LSESIYRSKG |  | LQRELRAHVV |
| RFHECVEETE |  | LYCGLCGESI |  | GEKNSRLQAL |  | PCSHIFHLRC |  | LQNNGTRSCP |
| NCRRSSMKPG |  | FV         |  |            |  |            |  |            |

A: Аланін

C: Цистеїн

D: Аспарагінова кислота

E: Глутамінова кислота

F: Фенілаланін

G: Гліцин

H: Гістидин

I: Ізолейцин

K: Лізин

L: Лейцин

M: Метіонін

N: Аспарагін

P: Пролін

Q: Глутамін

R: Аргінін

S: Серин

T: Треонін

V: Валін

W: Триптофан

Кодований геном білок за функцією належить до фосфопротеїнів. 
Задіяний у такому біологічному процесі, як альтернативний сплайсинг. 
Білок має сайт для зв'язування з іонами металів, іоном цинку. 
Локалізований у клітинній мембрані, цитоплазмі, цитоскелеті, мембрані, клітинних контактах, синапсах.